# Diplacina paula
Diplacina paula – gatunek ważki z rodziny ważkowatych (Libellulidae).